# Дощ (телесеріал)
«Дощ» — данський постапокаліптичний Інтернет-телесеріал, створений Янніком Тай Мосхолтом, Есбеном Тофтом Якобсеном і Крістіаном Поталіво. Прем'єра відбулася 4 травня 2018 року на платформі Netflix. У серіалі знялися Альба Август, Лукас Лінггаард Тьоннесен, Мікель Фольско, Лукас Льокен, Джессіка Діннедж, Сонні Ліндберг і Анджела Бундаловіч, а також Ларс Сімонсен, Бертіль Де Лоренхмад, Евін Ахмад і Йоганнес Бах Кухнке в повторюваних ролях. Двоє останніх стають головними героями в другому сезоні.
30 травня 2018 року Netflix продовжив серіал «Дощ» на другий сезон, 6 епізодів якого, вийшли 17 травня 2019 року. У червні 2019 року було підтверджено, що серіал було продовжено на третій і останній сезон, який вийшов 6 серпня 2020 року.

## Сюжет
Вірус, який переноситься дощем, знищує майже всіх людей у Скандинавії, данські сестра й молодший брат Сімона та Расмус ховаються в бункері, мати помирає під дощем. Через шість років вони виходять на пошуки свого батька, вченого, який залишив їх у бункері, але так і не повернувся. По дорозі вони приєднуються до групи молодих людей, які вижили, і разом мандрують Данією та Швецією, шукаючи безпечне місце та батька брата та сестри, який, можливо, зможе дати відповіді та знайти ліки.

## Акторський склад

### Головні ролі
- Альба Аугуст — Сімона Андерсен
- Лукас Лінггаард Теннесен — Расмус Андерсен
- Мікель Фольско — Мартін
- Лукас Льоккен — Патрік
- Джессіка Діннедж як Леа (сезони 1–2)
- Сонні Ліндберг — Джин
- Анджела Бундаловіч у ролі Беатріс (1 сезон)
- Наталі Мадуньо як Фі (2–3 сезони)
- Клара Розаджер — Сара (2–3 сезони)
- Евін Ахмад у ролі Кіри (2–3 сезони)
- Йоганнес Ба Кюнке як Стен (повторюється, сезон 1; основний, сезони 2–3)
- Рекс Леонард — Даніель (3 сезон)

### Повторювані
- Ларс Сімонсен — доктор Фредерік Андерсен, батько Сімони та Расмуса (1–2 сезони)
- Джейкоб Луман у ролі Томаса, Аполлон «чужий» (1–2 сезони)
- Ібен Хеджле — Еллен Андерсен, мати Симони та Расмуса (1 сезон)
- Бертіль Де Лоренці в ролі молодого Расмуса (1-2 сезони)
- Андерс Юул — Якоб, старший брат Сари (2 сезон)
- Сесілія Лоффредо як Луна (3 сезон)

## Епізоди

### Сезони
| Сезон | Епізоди | Епізоди | Оригінальний показ | Оригінальний показ |
| Сезон | Епізоди | Епізоди | Перший показ       | Останній показ     |
| ----- | ------- | ------- | ------------------ | ------------------ |
| 1     | 8       | 8       | 4 травня 2018      | 4 травня 2018      |
| 2     | 6       | 6       | 17 травня 2019     | 17 травня 2019     |
| 3     | 6       | 6       | 6 серпня 2020      | 6 серпня 2020      |

## Зйомки
Зйомки 1 сезону розпочалися наприкінці червня 2017 року в Данії та Швеції.
30 травня 2018 року Netflix оголосив, що другий сезон серіалу буде знятий наприкінці 2018 року. 17 травня 2019 року відбулася прем'єра сезону на платформі Netflix.
Прем'єра 3 сезону серіалу «Дощ» відбулася на Netflix 6 серпня 2020 року.